# Monte Cetona
Monte Cetona este o arie protejată (arie specială de conservare — SAC, sit de importanță comunitară — SCI) din Italia întinsă pe o suprafață de 1.604 ha, integral pe uscat.

## Localizare
Centrul sitului Monte Cetona este situat la coordonatele 42°56′50″N 11°52′12″E / 42.947222°N 11.87°E.

## Înființare
Situl Monte Cetona a fost declarat sit de importanță comunitară în iunie 1995 pentru a proteja 1 specie de plante și 19 specii de animale. Situl a fost protejat și ca arie specială de conservare în mai 2016.

## Biodiversitate
Situată în ecoregiunea mediteraneană, aria protejată conține 9 habitate naturale: Lacuri eutrofice naturale cu vegetație de tip Magnopotamion sau Hydrocharition, Păduri de fag din Apenini cu Taxus și Ilex, Păduri de Quercus ilex și Quercus rotundifolia, Păduri pe pante, grohotișuri și ravene de Tilio-Acerion, Peșteri inaccesibile publicului, Pajiști uscate seminaturale și facies de acoperire cu tufișuri pe substraturi calcaroase (Festuco-Brometalia) (* situri importante pentru orhidee), Formațiuni de Juniperus communis pe lande sau pajiști calcaroase, Pseudostepă cu ierburi și specii anuale de Thero-Brachypodietea, Pajiști carstice calcaroase sau bazofile, de Alysso-Sedion albi.
La baza desemnării sitului se află mai multe specii protejate:
- plante (1): Himantoglossum adriaticum
- păsări (11): uliu păsărar (Accipiter nisus), fâsă-de-câmp (Anthus campestris), șorecarul comun (Buteo buteo), caprimulg (Caprimulgus europaeus), șerpar (Circaetus gallicus), șoimul rândunelelor (Falco subbuteo), vânturel roșu (Falco tinnunculus), sfrâncioc roșiatic (Lanius collurio), ciocârlie de pădure (Lullula arborea), gaia neagră (Milvus migrans), viespar (Pernis apivorus)
- amfibieni (1): Triturus carnifex
- mamifere (4): lupul (Canis lupus), liliac cu aripi lungi (Miniopterus schreibersii), liliacul mare cu potcoavă (Rhinolophus ferrumequinum), liliacul mic cu potcoavă (Rhinolophus hipposideros)
- nevertebrate (3): rădașcă (Lucanus cervus), Melanargia arge, Rosalia alpina

Pe lângă speciile protejate, pe teritoriul sitului au mai fost identificate 8 specii de plante, 2 specii de amfibieni, 2 specii de mamifere, 9 specii de nevertebrate, 2 specii de reptile.